# Вашарошнаменьский район
Вашарошнаменьский район (венг. Vásárosnaményi kistérség) — район медье Сабольч-Сатмар-Берег, Венгрия. Административный центр — Вашарошнамень. В состав района входят 27 населённых пунктов:
- Араньошапати
- Барабаш (деревня)
- Берегдароц
- Берегшурань
- Чарода
- Геленеш
- Гемже
- Гулач
- Дьюре
- Хетефейерче
- Ильк
- Янд
- Кишваршани
- Лонья
- Марокпапи
- Матьюш
- Надьваршани
- Ольчва
- Такош
- Тарпа
- Тисаадонь
- Тисакеречень
- Тисасалька
- Тисавид
- Тивадар
- Вамошатья
- Вашарошнамень